# Luis García (football, 1978)
Pour les articles homonymes, voir Luis García et García.
Luis Javier García Sanz, plus connu comme Luis García, né le 24 juin 1978 à Badalone dans la banlieue de Barcelone, est un footballeur international espagnol qui évolue au poste de milieu offensif.

## Biographie

### Les débuts
Formé à La Masia, le centre de formation du FC Barcelone, il réalise deux belles saison avec l'équipe réserve du club. Il quitte le club catalan et se rend au Real Valladolid. Il fait ses débuts professionnels le 22 août 1999, en Liga, contre le CD Numancia.
Il finit cette saison au CD Toledo, en prêt, en inscrivant quatre buts qui sont néanmoins insuffisant à la relégation de son club.
Il part lors de la saison 2000-2001 au CD Tenerife ou il devient rapidement une pièce maîtresse en inscrivant 16 buts en 41 matchs de championnat, sous les ordres de Rafael Benítez. Prêté pour la quatrième fois par Barcelone, il revient à Valladolid lors de la saison 2001-2002, il marque 7 buts, dont un doublé contre Tenerife, son ancien club.

### Atlético de Madrid
Durant la saison 2002-2003, il est transféré à l'Atlético de Madrid pour 3,6 millions d'euros. Il réalise une excellente saison, inscrivant 9 buts en championnat.

### Confirmation à Barcelone
Il revient chez les blaugrana en réalisant une saison complète. Il aide son club formateur à atteindre la seconde place de la Liga, à cinq points derrière Valence. Néanmoins, il ne s'éternise pas en Catalogne et rejoint Liverpool à la fin de la saison.

### Liverpool
García se rend en Angleterre par le biais de son ancien entraîneur de Tenerife, Rafael Benítez, le 28 août 2004.
Il est l'un des grands artisans de la victoire de Liverpool en Ligue des Champions en 2005, grâce à ces 5 buts en huitième de finale contre le Bayer Leverkusen, en quart de finale contre la Juventus et en demi-finale contre Chelsea FC.
Il se blesse gravement en janvier 2007 durant un match de League Cup contre Arsenal FC (rupture du ligament croisé antérieur du genou droit) et est indisponible pendant six mois.

### Retour en Espagne
Le 3 juillet 2007, il s'engage à l'Atlético de Madrid, un club où il a déjà évolué en 2002-2003.

### Racing Santander
Lors du mercato d'été 2009, il s'engage avec le Racing de Santander.

### Panathinaïkos
Laissé libre de tout contrat par le Racing de Santander, il signe, le 28 août 2010, un contrat d'un an avec le club grec du Panathinaïkos. Son salaire annuel est de 600 000 euros.

### Un nouveau défi en Inde
Le 14 janvier 2014, il annonce qu'il met un terme à sa carrière de joueur,. Il signe finalement à l'Atlético de Kolkata, club de l'Indian Premier League, le 8 juillet 2014.

### Australie
En janvier 2016, Luis García rejoint les Central Coast Mariners en Australie.

## En équipe nationale
Ses bonnes performances avec Liverpool lui ouvrent les portes de la Roja. Il fait ses débuts en sélection le 26 mars 2005 lors d'un match amical contre la Chine. Il réalise un hat-trick face à la Slovaquie (5-1) lors d'un match de barrage comptant pour les éliminatoires de la Coupe du monde 2006.
Il participe à la Coupe du monde 2006. Il participe aux victoires face à l'Ukraine (4-0) et la Tunisie (3-1), mais il entre en seconde période lors de la défaite face à la France en huitième de finale (3-1).

## Statistiques
| Saison                | Club                      | Championnat           | Championnat | Championnat | Coupe(s) nationale(s) | Coupe(s) nationale(s) | Supercoupe | Supercoupe | Compétition(s) continentale(s) | Compétition(s) continentale(s) | Compétition(s) continentale(s) | Espagne | Espagne | Total | Total |
| Saison                | Club                      | Division              | M.          | B.          | M.                    | B.                    | M.         | B.         | Comp.                          | M.                             | B.                             | M.      | B.      | M.    | B.    |
| 1998-1999             | FC Barcelone              | Liga                  | -           | -           | 1                     | 0                     | -          | -          | -                              | -                              | -                              | -       | -       | 1     | 0     |
| 1999-2000             | Real Valladolid (prêt)    | Liga                  | 6           | 0           | 2                     | 0                     | -          | -          | -                              | -                              | -                              | -       | -       | 8     | 0     |
| 1999-2000             | CD Toledo (prêt)          | Liga Adelante         | 16          | 4           | -                     | -                     | -          | -          | -                              | -                              | -                              | -       | -       | 16    | 4     |
| Sous-total            | Sous-total                | Sous-total            | 16          | 4           | -                     | -                     | -          | -          | -                              | -                              | -                              | -       | -       | 16    | 4     |
| 2000-2001             | CD Tenerife (prêt)        | Liga Adelante         | 40          | 16          | -                     | -                     | -          | -          | -                              | -                              | -                              | -       | -       | 40    | 16    |
| Sous-total            | Sous-total                | Sous-total            | 40          | 16          | -                     | -                     | -          | -          | -                              | -                              | -                              | -       | -       | 40    | 16    |
| 2001-2002             | Real Valladolid (prêt)    | Liga                  | 25          | 7           | 3                     | 2                     | -          | -          | -                              | -                              | -                              | -       | -       | 28    | 9     |
| Sous-total            | Sous-total                | Sous-total            | 31          | 7           | 5                     | 2                     | -          | -          | -                              | -                              | -                              | -       | -       | 36    | 9     |
| 2002-2003             | Atlético de Madrid        | Liga                  | 30          | 9           | 2                     | 0                     | -          | -          | -                              | -                              | -                              | -       | -       | 32    | 9     |
| Sous-total            | Sous-total                | Sous-total            | 30          | 9           | 2                     | 0                     | -          | -          | -                              | -                              | -                              | -       | -       | 32    | 9     |
| 2003-2004             | FC Barcelone              | Liga                  | 25          | 4           | 6                     | 1                     | -          | -          | C3                             | 7                              | 3                              | 1       | 1       | 39    | 9     |
| Sous-total            | Sous-total                | Sous-total            | 25          | 4           | 6                     | 1                     | -          | -          | -                              | 7                              | 3                              | 1       | 1       | 39    | 9     |
| 2004-2005             | Liverpool FC              | PL                    | 29          | 8           | 3                     | 0                     | -          | -          | C1                             | 12                             | 5                              | 2       | 0       | 46    | 13    |
| 2005-2006             | Liverpool FC              | PL                    | 31          | 7           | 4                     | 1                     | 3          | 1          | C1                             | 15                             | 3                              | 11      | 3       | 64    | 15    |
| 2006-2007             | Liverpool FC              | PL                    | 17          | 3           | 2                     | 0                     | 1          | 0          | C1                             | 7                              | 3                              | 5       | 1       | 32    | 7     |
| Sous-total            | Sous-total                | Sous-total            | 77          | 18          | 9                     | 1                     | 4          | 1          | -                              | 34                             | 11                             | 15      | 4       | 139   | 35    |
| 2007-2008             | Atlético de Madrid        | Liga                  | 29          | 2           | 6                     | 0                     | -          | -          | C3                             | 9                              | 4                              | -       | -       | 44    | 6     |
| 2008-2009             | Atlético de Madrid        | Liga                  | 19          | 0           | 3                     | 0                     | -          | -          | C3                             | 7                              | 1                              | -       | -       | 29    | 1     |
| Sous-total            | Sous-total                | Sous-total            | 48          | 2           | 9                     | 0                     | -          | -          | -                              | 16                             | 5                              | -       | -       | 73    | 7     |
| 2009-2010             | Racing Santander          | Liga                  | 15          | 0           | 3                     | 0                     | -          | -          | -                              | -                              | -                              | -       | -       | 18    | 0     |
| Sous-total            | Sous-total                | Sous-total            | 15          | 0           | 3                     | 0                     | -          | -          | -                              | -                              | -                              | -       | -       | 18    | 0     |
| 2010-2011             | Panathinaïkos             | Superleague Elláda    | 18          | 2           | 1                     | 0                     | -          | -          | C1                             | 6                              | 0                              | -       | -       | 25    | 2     |
| Sous-total            | Sous-total                | Sous-total            | 18          | 2           | 1                     | 0                     | -          | -          | -                              | 6                              | 0                              | -       | -       | 25    | 2     |
| 2011-2012             | CF Puebla                 | PD                    | 33          | 13          | -                     | -                     | -          | -          | -                              | -                              | -                              | -       | -       | 33    | 13    |
| Sous-total            | Sous-total                | Sous-total            | 33          | 13          | -                     | -                     | -          | -          | -                              | -                              | -                              | -       | -       | 33    | 13    |
| 2012-2013             | Club Universidad Nacional | PD                    | 18          | 2           | 7                     | 3                     | -          | -          | -                              | -                              | -                              | -       | -       | 25    | 5     |
| 2013-2014             | Club Universidad Nacional | PD                    | 15          | 2           | 5                     | 0                     | -          | -          | -                              | -                              | -                              | -       | -       | 20    | 2     |
| Sous-total            | Sous-total                | Sous-total            | 33          | 4           | 13                    | 3                     | -          | -          | -                              | -                              | -                              | -       | -       | 46    | 7     |
| 2014                  | Atlético de Kolkata       | ISL                   | 11          | 2           | 2                     | 0                     | -          | -          | -                              | -                              | -                              | -       | -       | 13    | 2     |
| Sous-total            | Sous-total                | Sous-total            | 11          | 2           | 2                     | 0                     | -          | -          | -                              | -                              | -                              | -       | -       | 13    | 2     |
| Total sur la carrière | Total sur la carrière     | Total sur la carrière | 377         | 80          | 50                    | 7                     | 4          | 1          | -                              | 63                             | 19                             | 19      | 5       | 513   | 112   |

### Buts internationaux
|    | Date             | Lieu                              | Adversaire    | But | Résultat | Compétition                              |
| -- | ---------------- | --------------------------------- | ------------- | --- | -------- | ---------------------------------------- |
| 1. | 12 novembre 2005 | Vicente Calderón, Madrid, Espagne | Slovaquie     | 1–0 | 5–1      | Éliminatoires de la Coupe du monde 2006. |
| 2. | 12 novembre 2005 | Vicente Calderón, Madrid, Espagne | Slovaquie     | 2–0 | 5–1      | Éliminatoires de la Coupe du monde 2006. |
| 3. | 12 novembre 2005 | Vicente Calderón, Madrid, Espagne | Slovaquie     | 4–1 | 5–1      | Éliminatoires de la Coupe du monde 2006. |
| 4. | 2 septembre 2006 | Nuevo Vivero, Badajoz, Espagne    | Liechtenstein | 4–0 | 4–0      | Éliminatoires de l'Euro 2008.            |

## Palmarès
- Vainqueur de la Ligue des champions en 2005 avec Liverpool
- Finaliste de la Ligue des champions en 2007 avec Liverpool
- Finaliste de la League Cup en 2005 avec Liverpool
- Vainqueur de la FA Cup en 2006 avec Liverpool
- Vainqueur du Community Shield en 2006 avec Liverpool
- Vainqueur de l'Indian Super League en 2014 avec l'Atlético de Kolkata
- 18 sélections et 4 buts en équipe d'Espagne entre 2005 et 2006